# ソデボラ科
ソデボラ科は、腹足類の分類によると、新生腹足類、タマキビ形目に属する巻貝の科である。成長すると殻口の外側（外唇）が振袖のように大きく広がることからソデガイと呼ばれる。腹足類（巻貝）の進化の過程では、オニノツノガイ類の後で分化した種族と考えられ、暖かい浅海に分布する。中新世の化石が見つかっている。

## 形態と生態
殻口が大きくて殻高の約2/3程度、残りの約1/3が螺塔。殻高が成貝の大きさまで成長したころに、殻口の外唇が広がり分厚くなる。蓋は細く尖り殻口に比べて小さく、種によっては鋸歯がある。蓋の半分くらいは長い足からはみ出していて、蓋の尖った先端を砂底にひっかけて飛び跳ねるように前進したり、貝殻を素早く反転させて身を隠すために使われる。カタツムリのように長い柄(眼柄)の先に眼玉がある。眼柄の途中から細い触角が分かれる。歯舌は紐舌型で、胃袋には長い晶体嚢が付いている。雌雄の別があり、メスはひも状の卵を産む。生殖器の構造は複雑で、メスはひも状の卵嚢を作るため、外套腔の輸卵管には蛋白腺や長い卵殻腺がつながる。また交尾嚢や受精嚢があって輸卵管につながる。オスのペニスは右の眼柄の後ろにあり、精管は閉じずに溝状。種によってペニスの形態はさまざま。浅海の砂底に生息し、藻類またはデトリタス食性。

## 種類
ソデボラ科に属する主な貝の分岐図（および産地の例）を下に示す。

ソデボラ科に属する現生の巻貝類としては以下の属が知られている。

なお(-)を付した属は分岐図には未記載。
　
- Aliger ルンバソデ属。ピンクガイを含む（大西洋産）。
- Canarium オハグロガイ属。ムカシタモトガイを含む。
- Conomurex マガキガイ属
- Dolomena オハグロシドロ属 (-)
- Doxander シドロ属
- Euprotomus マイノソデ属。ベニソデガイを含む。
- Gibberulus ネジマガキ属
- Harpago スイジガイ属
- Laevistrombus スイショウガイ属
- Lambis サソリガイ属
- Lentigo イボソデ属 (-)
- Lobatus タカノハソデ属（大西洋産）
- Margistrombus フドロ属 (-)
- Parsististrombus メキシコイボソデ属
- Sinustrombus コッテイソデ属。ゴホウラを含む。
- Strombus ソデボラ属（大西洋産）
- Tricornis ミツカドソデ属 (-)

ソデボラ科のほかに、モミジソデ科（Aporrhaidae）、ダチョウボラ科（Struthiolariidae）、"ヤマビトボラ科"（Rostellariidae）、トンボガイ科（Seraphsidae）、クマサカガイ科（Xenophoridae）がソデボラ上科に分類されている。

## 分布
世界中の暖海に面した海岸の潮間帯下の海藻が生えた底に生息する。大部分が寒流に洗われる大陸西岸の生息種は限られ、中央アメリカ西海岸にはメキシコイボソデガイ、アフリカ西岸沖にはアンゴラソデガイが生息するが、いずれも海水温度20℃以上の沿岸に限られ、大陸の移動が進む中新世の比較的早い時期に分化した種と考えられる。

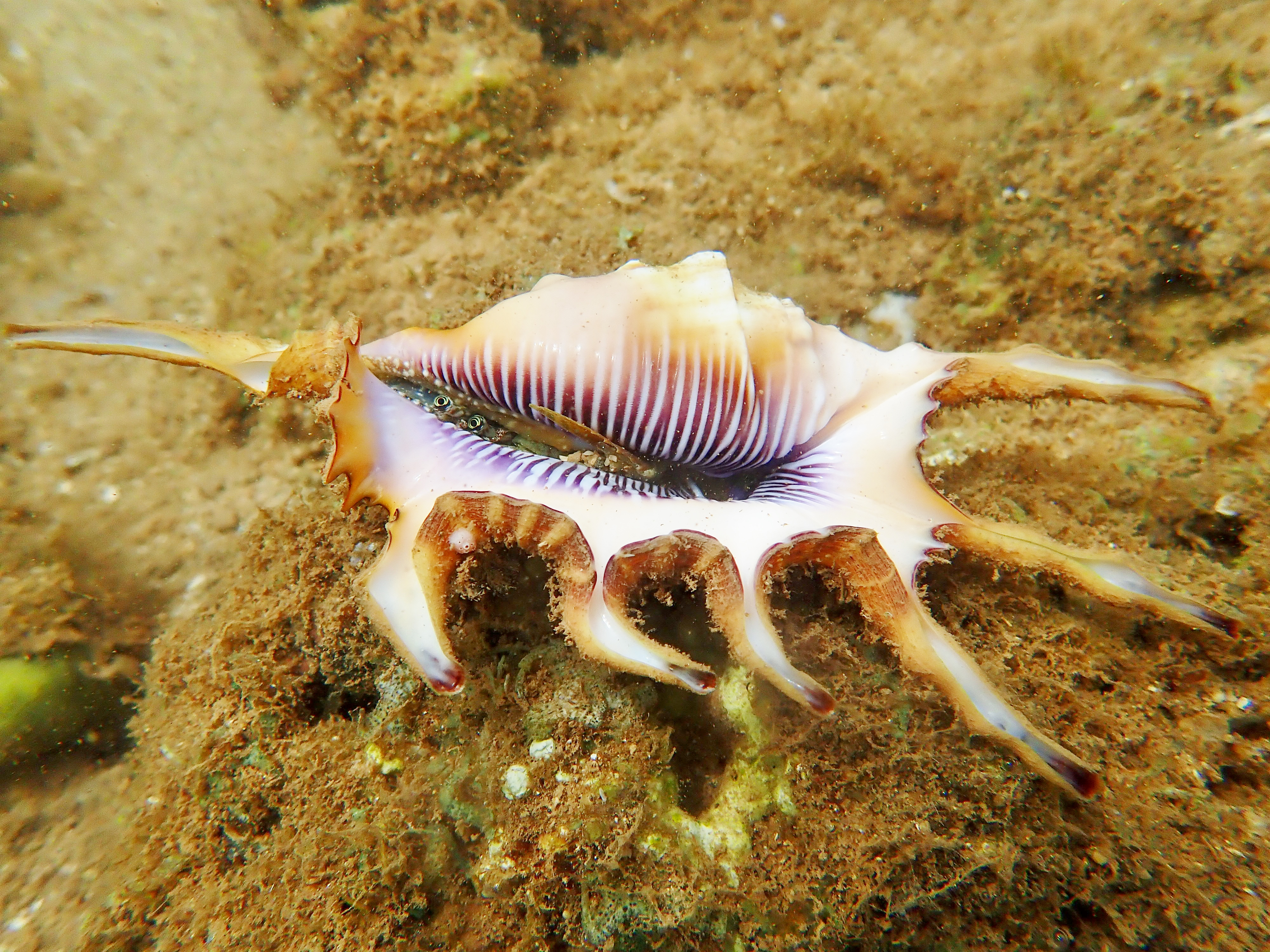
インドフシデサソリ（マヨット島）
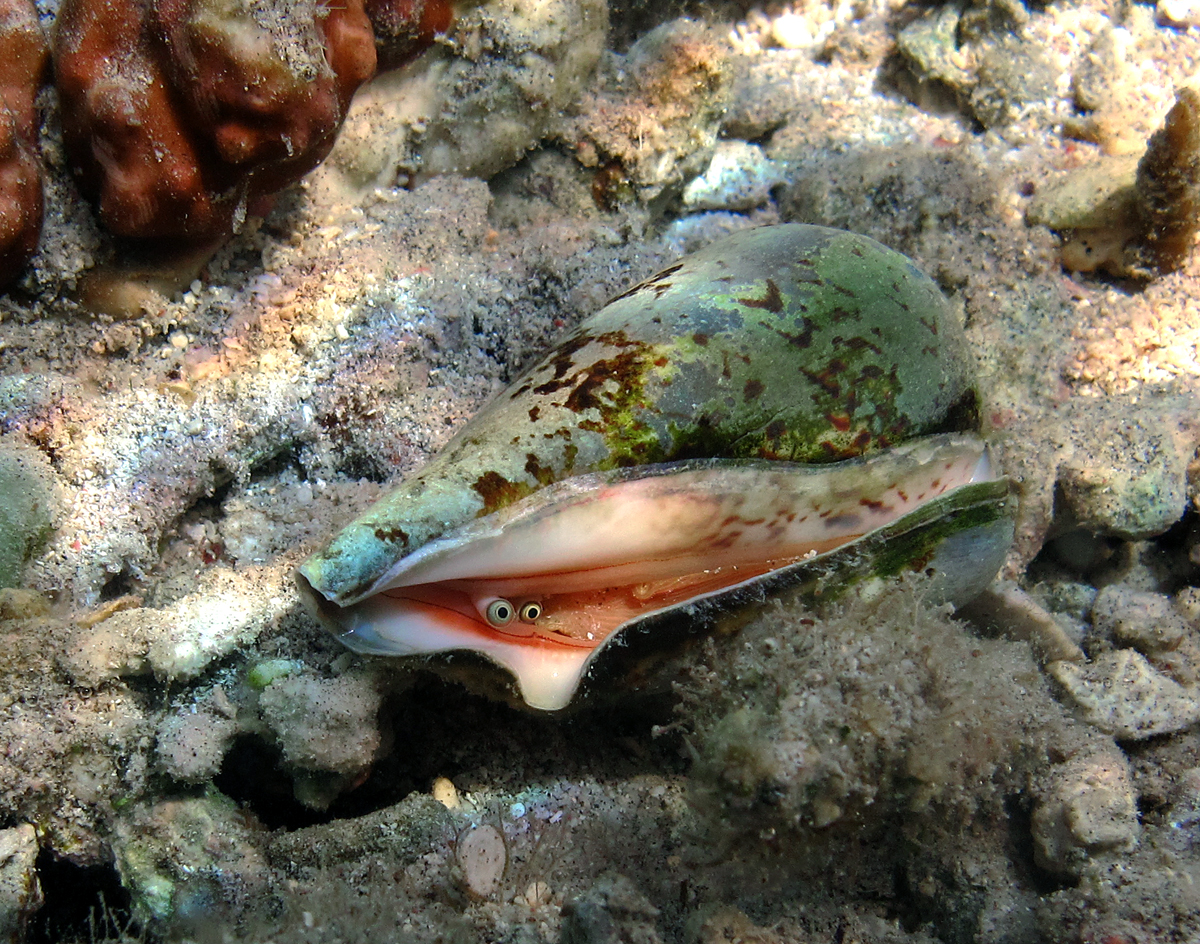
インドマガキ（レユニオン島）
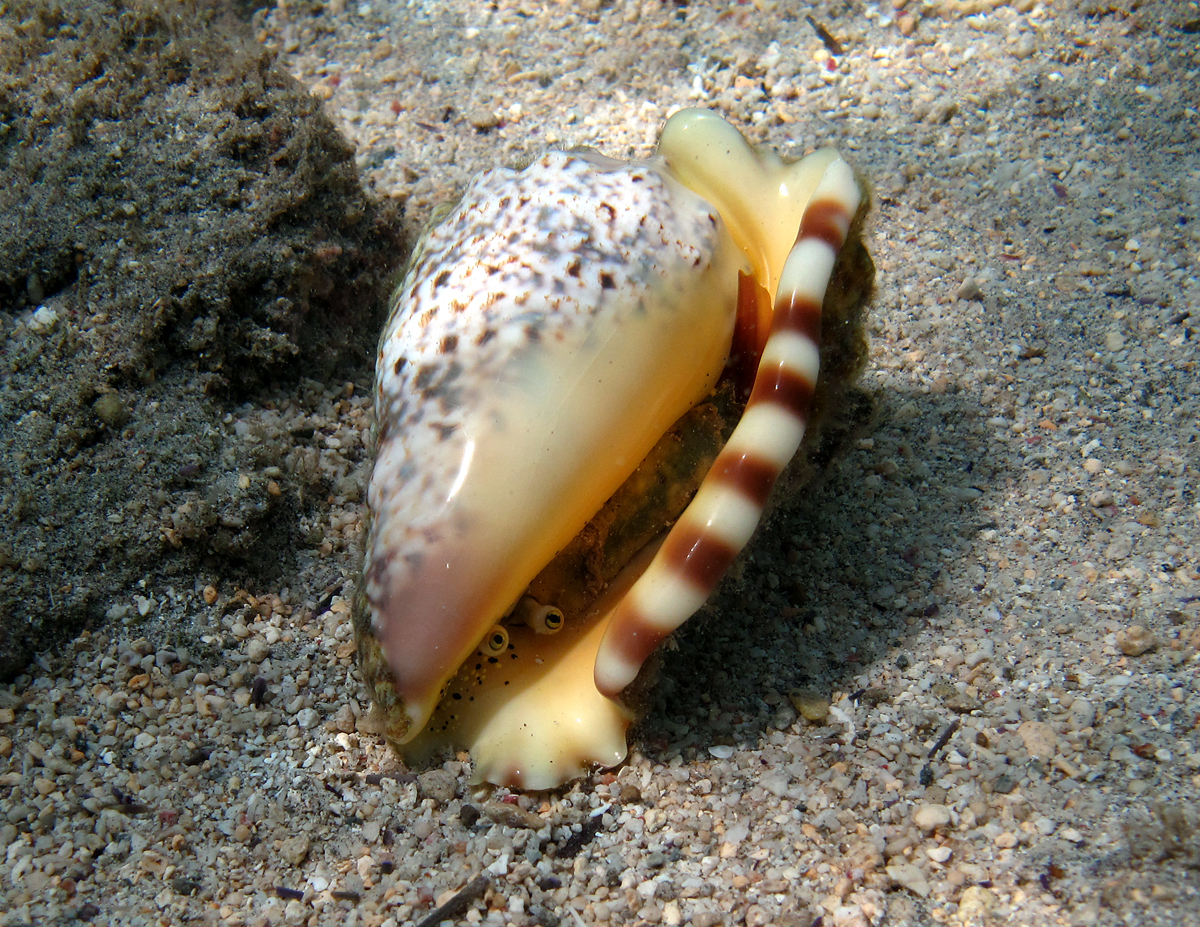
イボソデ（レユニオン島）

※各写真を拡大すると目玉が見える

## 人との関係

### 食用
本邦では、マガキガイStrombus luhuanusやクモガイLambis lambis、ラクダガイL. truncata sebaeが主に利用されており、地域によっては種苗生産やその技術開発など盛んに行われている。
大西洋産のフロリダソデボラS. alatusもまた利用されている。

### 装飾
ゴホウラは弥生時代に装身具とされていた。